# مونتينيسكورت
مونتينيسكورت (بالفرنسية: Montenescourt)‏ هي بلدية تقع في إقليم باد كاليه من منطقة نور با دو كاليه في شمال فرنسا. تبلغ مساحة هذه المدينة 5.08 (كم²)، وترتفع عن سطح البحر 83 م، يبلغ عدد سكانها 431 نسمة حسب إحصاء المعهد الوطني للإحصاء والدراسات الاقتصادية سنة 2009 م. وترأس Bernard Libessart البلدية خلال فترة (2008-2014).